# Контроль справжності походження

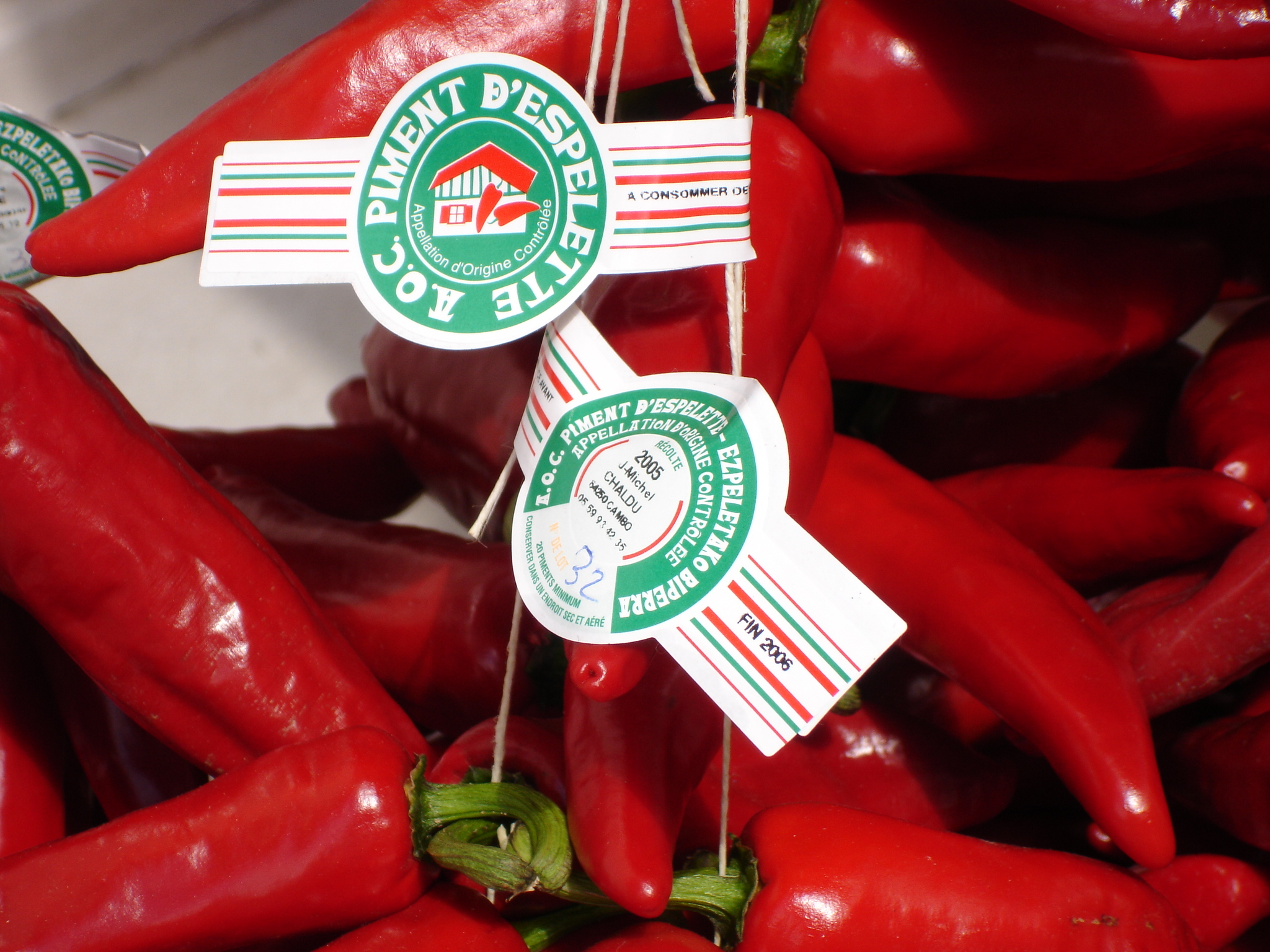
Сертифікат AOC на продуктах сільського господарства

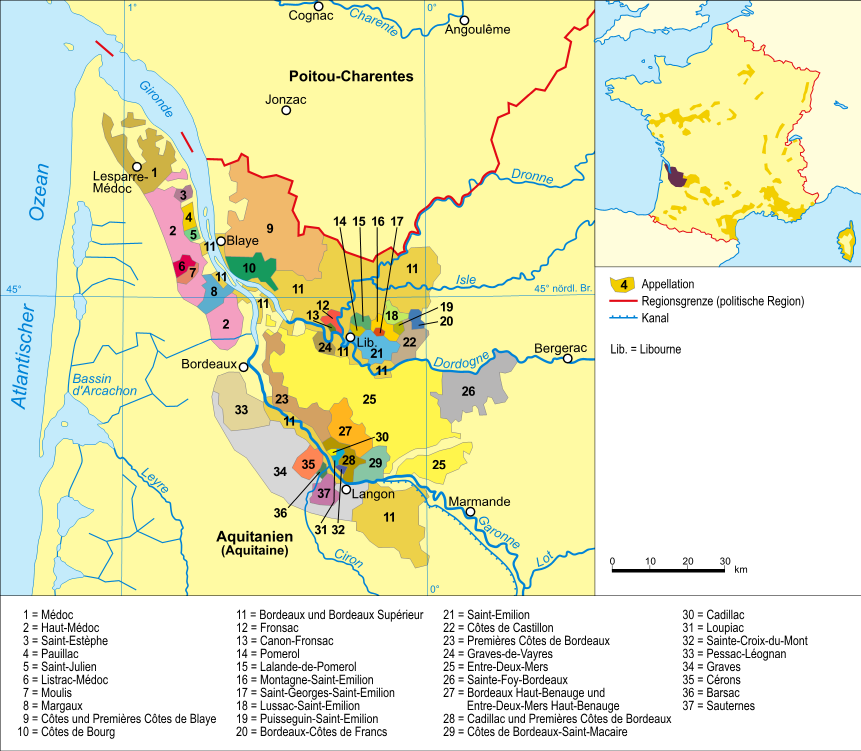
Винні апелясьйони у виноробному регіоні Бордо

Контроль справжності походження, контроль за походженням або контроль географічного зазначення,

також Апелясьйон (іноді у вигляді спотворення — апеляція) від фр. Appellation d’origine contrôlée:
- Appellation — Апелясьйо́н (іменування, назва);
- d’origin (походження);
- contrôlée (контрольована)).

Це правовий та торговий сертифікат, яким позначають законодавчий захист назви товарів (харчових та сільськогосподарських), що вказує на їхнє географічне походження та має право використовуватися виключно для назви товару, що має відповідне географічне походження та певні властивості.

## Термінологія

### "Контрольоване зазначення походження"
L'Appellation d'origine contrôlée (AOC) — французький сертифікаційний стандарт:
L'Appellation — найменування; d'origine — походження (оригінал); contrôlée — контроль.
Французька сертифікація, надана певним географічним зазначенням вин, сирів, масла та інших сільськогосподарських продуктів під егідою Французького урядового бюро фр. Institut national des appelations d'origine, (INAO), що зараз має назву фр. "Institut national de l'origine et de la qualité" — «Національний інститут походження та якості».
Сертифікація базується на концепції теруару та формі географічного протекціонізму.

### "Захищене зазначення походження"
L'Appellation d'origine protégée (AOP) — французький сертифікаційний стандарт:
L'Appellation — найменування; d'origine — походження (оригінал); protégée — захищений.
PDO (Protected Designation of Origin) — аналог сертифікації якості продуктів по загальноєвропейським стандартам.
«Ярлик якості ЄС» (англ. Quality label  EU)
 Захищене позначення походження — це назва району, конкретного місця або, у виняткових випадках, назва країни, що використовується як позначення для сільськогосподарського продукту або харчового продукту,
- яка походить із певної місцевості, місця чи країни,
- якість чи властивості яких суттєво або виключно визначаються географічним середовищем, включаючи природні та людські фактори,
- виробництво, переробка та підготовка яких відбувається у межах визначеного географічного району.

Іншими словами, для отримання статусу PDO весь продукт повинен бути традиційно і повністю вироблений (підготовлений, перероблений та виготовлений) у межах конкретного регіону і таким чином набути унікальних властивостей.

### "Захищене географічне зазначення"
англ. Protected geographical indication (PGI) — законодавчо захищена назва певного сільськогосподарського або харчового продукту з використанням найменування району, конкретного місця (у виняткових випадках, назви країни).
Сертифікація якості продуктів по загальноєвропейським стандартам.
«Ярлик якості ЄС» (англ. Quality label  EU)

|  | PGI наголошує на взаємозв'язку між конкретним географічним регіоном та назвою товару, де певна якість, репутація чи інша характеристика по суті пов'язана з його географічним походженням. |

### "Гарантовано традиційні страви"
англ. Traditional specialities guaranteed (TSG) — Гарантовано традиційні страви
Схема якості TSG спрямована на забезпечення режиму захисту традиційних харчових продуктів специфічного характеру. На відміну від PDO та PGI, ця схема якості не підтверджує, що захищений харчовий продукт має посилання на конкретний географічний район.
Сертифікація якості продуктів по загальноєвропейським стандартам.
«Ярлик якості ЄС» (англ. Quality label  EU)

Щоб отримати право на TSG, їжа повинна мати «специфічний характер», а її сировина, спосіб виробництва або переробка повинні бути «традиційними».
Відповідно до ст. 3 Положення 1151/12 регламенту (ЄС) «специфічний характер» визначається як «характерні виробничі атрибути, які чітко відрізняють товар від інших подібних товарів тієї ж категорії».
Відповідно до ст. 3 Положення 1151/12 регламенту (ЄС) «традиційний» визначається як «перевірене використання на внутрішньому ринку протягом періоду, який дозволяє передавати інформацію між поколіннями; цей період повинен становити щонайменше 30 років».
Щоб назва харчового продукту була зареєстрована за схемою TSG, воно повинна:
1. або традиційно використовуватись для позначення конкретного продукту;
2. або визначати традиційний чи специфічний характер товару.

TSG створює ексклюзивне право на зареєстроване найменування товару. Відповідно, зареєстроване найменування товару можуть використовувати лише ті виробники, які відповідають зареєстрованому способу виробництва та специфікаціям продукції.
«Юридична функція TSG полягає в тому, щоб засвідчити, що певний сільськогосподарський продукт об'єктивно має специфічні характеристики, що відрізняють його від усіх інших у його категорії, і що його сировина, склад або спосіб виробництва є незмінними щонайменше 30 років. Таким чином, харчові номінали TSG є зареєстрованими торговими знаками з відмінною функцією».
Стандарти сертифікації Євросоюзу застосовуються також в Великій Британії

## Історія сертифікату «AOC»
Витоки «AOC» датуються 1411 роком, коли назва сиру «Рокфор» регулювалась указом парламенту.

Перший французький закон про виноградарські зазначення походження датується першим серпня 1905 року, тоді як першим сучасним законом (який з відповідними правками діє до сьогодні) був «Закон від 6 травня 1919 року про захист найменувань місць походження» що зазначав регіон та комуну, де повинен бути виготовлений даний продукт.
30 липня 1935 р. за ініціативою заступника тодішнього міністра сільського господарства франції Джозефа Капуса (фр. Joseph Capus) для управління сертифікацією вин було створено «Національний комітет зазначення походження» (CNAO), куди входили представники уряду та найбільші виноградарі Франції.
У 1936 році барон П'єр Ле Рой Буаземарі, підготовлений юрист і винороб з Шатонеф-дю-Пап (фр. Châteauneuf-du-Pape), у виноробному регіоні Рона домагався (як стверджується успішно) юридичного визнання апелясьйону «Côtes du Rhône».
Після Другої світової війни комітет став державно-приватним «Національним інститутом зазначень походження» (INAO) фр. Institut National des Appellations d'Origine.

2 липня 1990 р. сфера діяльності INAO була розширена за межі вин, щоб охопити інші сільськогосподарські продукти.
Сертифікат (фр. Appellation d'origine contrôlée (AOC)) також видається підрозділом Міністерства сільського господарства Швейцарії

## Приклади сертифікованих товарів
Всесвітньо відомими прикладами контрольованих за походженням продуктів є: камамбер, пармезан, коньяк, мадера, херес, бордо, шампанське, кагор, к'янті, портвейн, дарджилінг (чай) та ін.
Назви «бразильська кава», «індійський чай» теж вказують на походження товару, але ці товари не обов'язково є контрольованими за походженням. У цьому випадку, така назва є «зазначенням місця походження». Назва товару, що містить географічну назву, може також означати походження технології, за якою виготовлено цей товар, як, наприклад, «швейцарський сир», «австрійські ковбаски», «віденська кава». Часто географічна назва у назві продукту є лише маркетинговим ходом або традиційним найменуванням, і цей товар може взагалі не мати прямого стосунку до цього регіону — наприклад, «російський сир».
У виноробстві, апеляція (апелясьйон) — це чітко окреслена територія, усередині якої склалася унікальна екосистема (клімат, ґрунт, вітер, вологість) і строго культивуються певні сорти винограду.

## Міжнародні закони про контроль за походженням
- Європейський союз — Protected Designation of Origin, Protected Geographical Indication, Traditional Speciality Guaranteed
- Австрія — Districtus Austriae Controllatus
- Грузія — закон Про найменування місць походження та географічних індикаторів товарів (2010)
- Іспанія — Denominación de Origen
- Італія — Denominazione di Origine, Denominazione di origine controllata, Denominazione di Origine Controllata e Garantita
- Португалія — Denominação de Origem Controlada
- Франція — Appellation d'origine contrôlée